# Ишунь (Раздольненский район)
Ишу́нь (укр. Ішунь, крымскотат. İşün, Ишюн) — исчезнувшее село в Раздольненском районе Республики Крым, располагавшееся на северо-востоке района, в степной части Крыма, сейчас, примерно — район у западной окраины современного села Кумово.

## История
Первое документальное упоминание села встречается в Камеральном Описании Крыма… 1784 года, судя по которому, в последний период Крымского ханства Уншен входил в Мангытский кадылык Козловскаго каймаканства. После присоединения Крыма к России (8) 19 апреля 1783 года, (8) 19 февраля 1784 года, именным указом Екатерины II сенату, на территории бывшего Крымского ханства была образована Таврическая область и деревня была приписана к Евпаторийскому уезду. После павловских реформ, с 1796 по 1802 год входила в Акмечетский уезд Новороссийской губернии. По новому административному делению, после создания 8 (20) октября 1802 года Таврической губернии, Ишунь был включён в состав Джелаирской волости Евпаторийского уезда.
По Ведомости о волостях и селениях, в Евпаторийском уезде с показанием числа дворов и душ… от 19 апреля 1806 года в деревне Ушун числилось 13 дворов, 97 крымских татар и 4 ясыров. На военно-топографической карте генерал-майора Мухина 1817 года деревня Ишунь обозначена как Калмукара с 11 дворами (собственно Клму-Кары обозначены восточнее Кизил-Бая). После реформы волостного деления 1829 года Ишунь, согласно «Ведомости о казённых волостях Таврической губернии 1829 года» отнесли к Атайской волости (переименованной из Джелаирской). На карте 1836 года в деревне 24 двора, как и на карте 1842 года.
В 1860-х годах, после земской реформы Александра II, деревню приписали к Биюк-Асской волости. По обследованиям профессора А. Н. Козловского 1867 года, вода в колодцах деревни Ушюн была пресная, а их глубина составляла 3—5 саженей (6—10 м). Согласно «Памятной книжке Таврической губернии за 1867 год», деревня была покинута, в результате эмиграции крымских татар, особенно массовой после Крымской войны 1853—1856 годов, в Турцию и лежала в развалинах. Селение ещё обозначено на трёхверстовой карте Шуберта 1865 года, а на карте, с корректурой 1876 года, его уже нет и в дальнейшем в доступных исторических документах не встречается.